# 그때 그 시절 패밀리
《그때 그 시절 패밀리》(영어: F Is for Family)는 미국의 코미디 성인만화이다. 70년대 미국을 배경으로 한 일상물이다. 빌 버와 칼리 멘시, 젠지 코언 등이 제작했고 빌 버, 로라 던, 저스틴 롱, 데비 데리베리, 헤일리 라인하트이 출연했다

## 출연진

### 주연
- 빌 버 - 루스 와일더 / 조야 더 디스트로이아
- 로라 던 - 데비 이건 / 리버티 벨
- 저스틴 롱 - 체리 뱅 / 정크체인
- 데비 데리베리 - 카먼 웨이드 / 마추 픽추
- 헤일리 라인하트 - 샘 실비아

### 조연
실제 프로레슬링 선수들이 단역과 카메오로 자주 출연한다.
- 재키 톤 - 멜러니 로즌 / 멜로즈
- 케이트 내시 - 론다 리처드슨 / 브리태니카
- 브릿 배런 - 저스틴 비아지 / 스캐브
- 크리스 로웰 - 서배스천 하워드 / 배시
- 바시르 살라후딘 - 키스 뱅
- 리치 서머 - 마크 이건
- 키미 게이트우드 - 스테이시 베즈윅 / 에설 로즌블랫
- 리베카 존슨 - 돈 리베카 / 에드나 로즌블랫
- 수니타 마니 - 아르티 쁘렘쿠마르 / 베이루트 더 매드 봄버
- 키아 스티븐스 - 태미 도슨 / 웰페어 퀸
- 게일 랭킨 - 실라 / 쉬 울프
- 엘런 웡 - 제니 셰이 / 포춘 쿠키
- 마리아나 팔카 - 레지 월시 / 비키 더 바이킹
- 앨릭스 리치 - 플로리안
- 존 모리슨 - 솔티 존슨 / 색
- 브로더스 클레이, 칼리 콜론, 조이 라이언, 앨릭스 라일리, 브룩 호건, 크리스토퍼 대니얼스, 프랭키 카자리안